# Plivanje
 Ovo je glavno značenje pojma Plivanje. Za druga značenja pogledajte Plivanje (sport).
Plivanje je aktivnost kretanja živih bića kroz vodu koja uključuje održavanje na površini vode i kretanje u željenom smjeru. Za razliku od ronjenja kod kojeg se kretanje odigrava potpuno ispod površine vode, kod plivanja je moguće normalno disanje, odnosno održavanjem na vodi plivač osigurava da je organ za disanje, kod čovjeka nos i usta, iznad vode prilikom udisaja. Plivanje je omiljena rekreativna aktivnost ali i natjecateljski šport. Iako je plivanje vrlo zdrava aktivnost, ako plivač ne procijeni dobro svoju vještinu i pripremljenost te ne uvaži uvjete na vodi (moru, jezeru, rijeci i sl.) postoji stalna opasnost od utapljanja, te su stoga nužne mjere opreza.

## Povijest plivanja
Iz povijesti je poznato da je čovjek od davnina koristio različite tehnike plivanja kao način prelaska vodenih prepreka. Zanimljivo je da većina sisavaca ne mora posebno učiti plivati, te da je čovjek jedno od rijetkih bića koje mora plivanje 'učiti'. Razlog je u tome što većina životinja u vodi jednostavno ponavlja pokret kretanja s kopna (hod), te na taj način pliva, kao što to radi na primjer pas. Čovjek s druge strane ne može ponoviti svoj uspravni hod u vodi, već mora naučiti koristiti se i rukama, te pravilno disati. Ipak, poznato je da vrlo mala djeca gotovo instinktivno znaju plivati.
Plivanje je poznato od davnina ali tek na mozaicima ranih istočnih civilizacija nailazimo na njegove prve predstave. Vještinu plivanja poznavali su stari Asirci i Egipćani. Grci su pridavali pažnju plivanju kao dijelu općeg obrazovanja (poznata je izreka "sramota, ne znaš ni pisati ni plivati") dok su Rimljani plivanje smatrali vojničkom vještinom. Prvo pisano djelo o plivanju potječe iz 1538. godine na latinskom jeziku. Od tada pa do kraja 18. stoljeća slijede mnoga djela o plivanju i njegovom značaju u tjelesnom odgoju.
Prvo plivačko društvo nastalo je u Upsali (Švedska) 1796. godine. a polovinom 19. stoljeća započinju i prva natjecanja i dolazi do razvoja plivačkih stilova.

## Poveznice
- Plivanje (sport)
- Svjetska prvenstva u plivanju
- Plivanje perajama
- Daljinsko plivanje
- Plivanje na Olimpijskim igrama

## Vanjske poveznice

### Ostali projekti
|  | Zajednički poslužitelj ima stranicu o temi Plivanje    |
|  | Zajednički poslužitelj ima još gradiva o temi Plivanje |

- Međunarodna plivačka federacija FINA
- Hrvatski plivački savez